# Cmentarz Żołnierzy Armii Czerwonej w Katowicach
Cmentarz Żołnierzy Armii Czerwonej jest zlokalizowany w parku im. Tadeusza Kościuszki w Katowicach.
Żołnierze Armii Czerwonej, którzy polegli w Katowicach w 1945, zostali pochowani w miejscu obecnego Pomnika Powstańców Śląskich. Gdy postanowiono wybudować pomnik, prochy żołnierzy przeniesiono w 1967 do parku im. Tadeusza Kościuszki. Cmentarz ogrodzono i ustawiono na nim monument (ogrodzenie do 2017 roku posiadało wyobrażenia sierpa i młota, potem zastąpione czerwonymi gwiazdami).
W dniu 14 maja 2014 z cokołu na pl. Wolności zdemontowano rzeźbę pomnika żołnierzy radzieckich i po renowacji w Gliwickich Zakładach Urządzeń Technicznych przeniesiono go na cmentarz w parku im. T. Kościuszki.
Mogiłami czerwonoarmistów, jako częścią Parku Kościuszki, opiekuje się w imieniu władz miasta Zakład Zieleni Miejskiej w Katowicach.